# Come Live with Me
Come Live with Me is een Amerikaanse filmkomedie uit 1941 onder regie van Clarence Brown.

## Verhaal
De rijke uitgever Barton Kendrick heeft een vrij huwelijk met Diana, waarin ze niet aan elkaar trouw hoeven te zijn. Diana gelooft in monogamie, maar Barton wil Johnny Jones verleiden. Johnny is een vluchtelinge uit Wenen die illegaal in New York woont sinds het verlopen van haar visum. Ze weigert zijn huwelijksaanzoek, omdat ze bang is om Diana te kwetsen. Als de immigratieambtenaar Barney Grogan haar komt vertellen dat ze het grondgebied moet verlaten, bedenkt Johnny dat ze niet terug naar Europa hoeft, als ze trouwt met een Amerikaans staatsburger.
Niet veel later loopt ze Bill Smith tegen het lijf, een ambitieuze schrijver die platzak is. Ze leert hem beter kennen en doet een huwelijksaanzoek. Aanvankelijk aarzelt hij, maar hij besluit met haar te trouwen als ze hem 17,80 dollar per week betaalt. Twee maanden later is hij als een blok voor haar gevallen. Barton vertelt haar dat hij en Diana in een scheiding zitten en dat hij binnenkort met haar kan trouwen. Zij geeft toe dat ze al getrouwd is, maar wil toch met hem trouwen. Ze bezoekt Bill, die onlangs zijn roman Without Love heeft afgerond, een boek dat gebaseerd is op hun huwelijk. Ze is geroerd, maar kondigt aan dat ze van hem wil scheiden.
Johnny realiseerde zich niet dat Bill inmiddels verliefd op haar is geworden en beseft dan ook niet dat ze zijn hart heeft gebroken. Niet veel later wordt Bill ontdekt door Diana, die een schrijver met veel potentie in hem ziet. Als Barton het verhaal leest, vindt hij de verhaallijn zeer herkenbaar. Diana overtuigt haar man Bill een cheque van 500 dollar te geven voor zijn boek, waarna Bill denkt dat hij eindelijk een kans maakt bij Johnny. Hij overtuigt haar samen met hem op reis te gaan en tijdens een verblijf bij zijn grootmoeder, wordt Johnny verliefd op hem.
Eerder die dag had Johnny echter Barton opgebeld om haar op te halen. Hij arriveert bij het huis en ontdekt dat Bill zijn rivaal is. Ze krijgen ruzie, waarna Johnny Bartun wegstuurt. Barton beseft op dat moment dat hij nog steeds houdt van zijn vrouw en keert naar haar terug. Johnny gaat naar Bill en zoent hem.

## Rolverdeling
| Acteur                   | Personage       |
| ------------------------ | --------------- |
| James Stewart            | Bill Smith      |
| Hedy Lamarr              | Johnny Jones    |
| Ian Hunter               | Barton Kendrick |
| Verree Teasdale          | Diana Kendrick  |
| Donald Meek              | Joe Darsie      |
| Barton MacLane           | Banrey Grogan   |
| Edward Ashley            | Arnold Stafford |
| Ann Codee                | Yvonne          |
| King Baggot              | Portier         |
| Adeline De Walt Reynolds | Grootmoeder     |
| Frank Orth               | Jerry           |
| Frank Faylen             | Ober            |
| Horace McMahon           | Taxichauffeur   |
| Greta Meyer              | Frieda          |

## Achtergrond
Actrice Hedy Lamarr kwam oorspronkelijk uit Oostenrijk en had aan het begin van haar Amerikaanse filmcarrière moeite met het krijgen van filmrollen wegens haar accent. Dit was juist een vereiste voor haar rol in Come Live with Me, waarin ze een Weense vluchtelinge speelt. Het is volgens menig man de eerste film waarin ze werd 'omarmd' door Hollywood. Toen James Stewart kreeg te horen dat hij naast haar zou spelen, vertelde hij dat hij te zien was naast de 'mooiste buitenlandse vrouw aller tijden.'
De film werd een groot succes bij het publiek. Volgens Lamarr was dit voornamelijk te danken aan de toewijding van regisseur Clarence Brown. Door het succes van de film kreeg Lamarr meer macht bij de filmstudio Metro-Goldwyn-Mayer en had ze de mogelijkheid een rol te eisen in Ziegfeld Girl (1941), een van de grootste films van dat jaar.